# Municipio de Nordland (condado de Aitkin)
El municipio de Nordland (en inglés: Nordland Township) es un municipio ubicado en el condado de Aitkin en el estado estadounidense de Minnesota. En el año 2010 tenía una población de 972 habitantes y una densidad poblacional de 10,24 personas por km².

## Geografía
El municipio de Nordland se encuentra ubicado en las coordenadas 46°27′32″N 93°36′56″O / 46.45889, -93.61556. Según la Oficina del Censo de los Estados Unidos, el municipio tiene una superficie total de 94.95 km², de la cual 80.7 km² corresponden a tierra firme y (15.02%) 14.26 km² es agua.

## Demografía
Según el censo de 2010, había 972 personas residiendo en el municipio de Nordland. La densidad de población era de 10,24 hab./km². De los 972 habitantes, el municipio de Nordland estaba compuesto por el 97.43% blancos, el 0.51% eran afroamericanos, el 0.51% eran amerindios, el 0.1% eran asiáticos, el 0.1% eran isleños del Pacífico, el 0.1% eran de otras razas y el 1.23% pertenecían a dos o más razas. Del total de la población el 0.72% eran hispanos o latinos de cualquier raza.